# Zita de Borbó-Parma
Zita de Borbó-Parma, emperadriu d'Àustria (Lucca, la Toscana, Itàlia, 9 de maig de 1892 - Monestir franciscà de Zizers, Graubünden, Suïssa, 14 de març de 1989) fou princesa de Borbó-Parma amb el grau d'altesa reial que contragué matrimoni amb l'últim emperador austrohongarès, Carles I d'Àustria i IV d'Hongria, esdevenint així l'última emperadriu consort de la casa d'Habsburg. Ha estat proclamada serventa de Déu per l'Església catòlica.

## Biografia

### Infantesa
Nascuda el 9 de maig de 1892 a Vil·la Pianore, situada prop de Lucca, a la Toscana, era filla del duc Robert I de Parma, últim duc de Parma, i de la infanta Maria Antònia de Portugal. La jove princesa era neta del duc Carles III de Parma i de la princesa Lluïsa de França per part de pare, mentre que per part de mare ho era del rei Miquel I de Portugal i de la princesa Adelaida de Löwenstein-Wertheim-Rosenberg.
Educada en les més estrictes normes cortesanes de l'antiga casa ducal i en unes profundes creences catòliques, la princesa semblava destinada, com farien altres de les seves germanes, a emprendre la vida monàstica. Malgrat tot, l'any 1911 fou compromesa amb l'arxiduc que esdevindria l'emperador Carles I d'Àustria.

### Núpcies i descendents

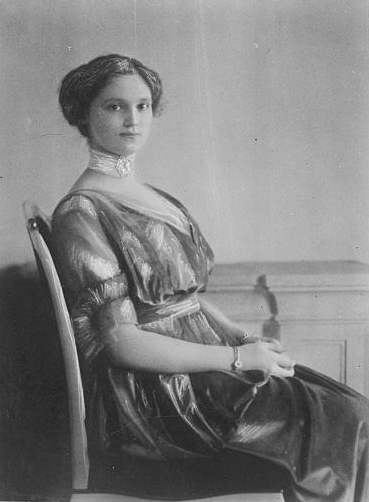
Zita de Borbó-Parma

Carles d'Àustria era fill de l'arxiduc Otó Francesc d'Àustria i de la princesa Maria Josepa d'Àustria. La parella que es casà a Viena, tingué des del primer moment el suport de l'emperador Francesc Josep I d'Àustria al qual, cansat dels molts matrimonis morganàtics de la família Habsburg, el casament de Carles amb la princesa de Parma el complaïa extremadament. La parella tingué vuit fills:
- SAI l'arxiduc Otó d'Àustria nascut el 1912 a Viena i mort el 2011. Estigué casat amb la princesa Regina de Saxònia-Meiningen. Ha estat el cap de la Casa d'Habsburg fins al 2006, que ha transmès els drets al seu fill i hereu Karl.
- SAI l'arxiduquessa Adelaida d'Àustria, nascuda el 1914 a Viena i morta el 1971.
- SAI l'arxiduc Robert d'Àustria-Este, nascut el 1915 a Viena i mort el 1996 a Brussel·les. Es casà amb la princesa Margarida de Savoia-Aosta.
- SAI l'arxiduc Fèlix d'Àustria, nascut el 1916 a Viena i mort el 2011. Es casà amb la princesa Anna Eugènia d'Arenberg.
- SAI l'arxiduc Carles Lluís d'Àustria, nascut el 1918 a Viena i mort el 2007. Es casà amb la princesa Iolanda de Ligne.
- SAI l'arxiduc Rodolf d'Àustria, nascut el 1919 a Funchal i mort el 2010. Es casà en primeres núpcies amb la comtessa Xenia Tschernyschev-Besobrasow i en segones amb la princesa Anna de Wrede.

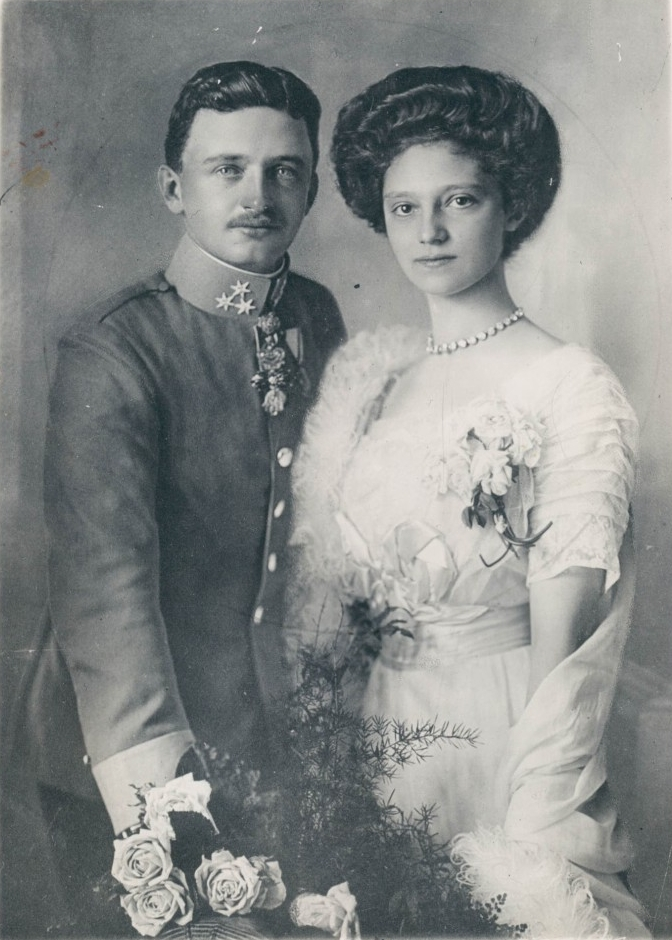
L'arxiduc Carles i la princesa Zita.

- SAI l'arxiduquessa Carlota d'Àustria, nascuda el 1921 a Funchal i morta el 1989. Es casà amb el duc Jordi de Mecklenburg-Strelitz, cap de les cases ducals de Mecklenburg-Strelitz i de Mecklenburg-Schwerin.
- SAI l'arxiduquessa Elisabet d'Àustria, nascuda el 1922 a Funchal i morta el 1993 a Viena. Es casà amb el príncep Enric de Liechtenstein.

L'any 1916, després de la mort de l'emperador Francesc Josep I d'Àustria, la princesa i el seu marit assoliren el títol d'emperadors d'Àustria i un any després foren coronats com als últims reis d'Hongria. La coronació, en el context de la Primera Guerra Mundial, fou un símbol de pretesa continuïtat de la mil·lenària casa dels Habsburg.

## Emperadriu consort de la casa d'Habsburg
Al llarg dels dos anys que regnaren es produïren, a través dels germans de la princesa de Parma, intents d'arribar a la signatura d'un armistici entre Àustria i les potències de l'Entesa, principalment de França. L'armistici pretenia ser aconseguit sense el beneplàcit d'Alemanya ni del kàiser Guillem II. Malgrat tot, els intents no fructificaren i el mes de novembre de 1918, Àustria es constituïa com una república i els altres territoris de l'imperi dels Àustria quedaven també reconeguts com una república.

### Els anys d'exili
La nova república d'Àustria expulsà els Habsburg del país, alhora que prohibia utilitzar els seus títols de reialesa a l'interior del país. Carles I i la seva muller emprengueren el camí de l'exili, primer a Suïssa i després a Madeira. L'exili de la família imperial fou especialment dur, car desproveïts de recursos econòmics perquè l'emperador s'havia negat a treure la seva fortuna personal d'Àustria, es veieren obligats a confiar en la generositat d'altres famílies reials i molt especialment de l'espanyola.
Al llarg del bienni 1920 - 1922, Carles I feu dues temptatives de recuperar la corona hongaresa de la qual no havia abdicat i on l'almirall Miklós Horthy havia instaurat una regència en nom d'un pretès monarca. Malgrat tot, mai no ho aconseguí i, en part, es culpà a Zita de no haver donat suport al seu espòs en l'intent de recuperació de la corona hongaresa.
L'any 1922, la princesa Zita quedà viuda. Des de 1922 fins a la seva mort, el 1989, l'emperadriu vestí sempre de color negre. A la mort de Carles, el rei Alfons XIII d'Espanya decidí enviar un vaixell de l'armada espanyola a Madeira per tal de treure a Zita i la seva família de l'illa on vivien en una mena de confinament imposat per la resta de països europeus. Alfons XIII els acollí a Espanya i posà a la seva disposició un palau a Zarautz.

### Darrers anys i mort
Després d'Espanya, la família imperial visqué a Bèlgica, Suïssa i els Estats Units. La princesa morí el 1989 a Suïssa i fou enterrada amb tots els honors d'estat a Viena, a l'antiquíssima Cripta dels Caputxins on descansen la resta de tots els Habsburg des de 1633, tret del seu propi marit Carles. El funeral fou presenciat per representants de moltes cases reials i líders polítics austríacs; també hi assistí un representant personal del papa Joan Pau II.
Abans de la seva mort, l'emperadriu escrigué un llibret sobre la seva veritat del cas de Mayerling. A Mayerling, l'any 1889, segons tots els indicis, s'hi suïcidà l'arxiduc Rodolf d'Àustria, hereu imperial, i la seva amant la baronessa Maria Vetsera. Segons l'emperadriu la mort de l'arxiduc fou conseqüència d'un atemptat d'agents secrets francesos. La mort de l'arxiduc ha despertat nombroses versions més o menys romàntiques sobre l'afer de Mayerling.

## Veneració i procés de beatificació
El desembre de 2009, Yves Le Saux, bisbe catòlic de Le Mans, incoà el procés de beatificació de l'emperadriu. Tot i que habitualment aquests processos s'incoen a la diòcesi on la persona va morir, el bisbe de Le Mans argumentà les estades que Zita feia cada anys a l'abadia de Sainte-Cecile de Solesmes, depenent de la diòcesi esmentada, i on tenia tres germanes monges.
Proclamada serventa de Déu, la documentació recollida s'envià a Roma, on continua el procés.